# Người Mỹ gốc Moldova
Người Mỹ gốc Moldova là người Mỹ đến từ Moldova hoặc là hậu duệ của người Moldova. Theo điều tra dân số năm 2000 của Hoa Kỳ, có 7.859 người Mỹ gốc Moldova ở Hoa Kỳ. Tuy nhiên, Khảo sát cộng đồng Mỹ chỉ ra rằng số lượng người gốc Moldova đã tăng lên rất nhiều trong những năm qua, và vào năm 2014 đã vượt quá 40.000 người ở Hoa Kỳ. Hầu hết người Mỹ Moldova theo Chính thống giáo phương Đông.